# Lithobiomorpha
Lithobiomorpha zijn een orde van duizendpoten (Chilopoda).

## Taxonomie
De volgende families zijn bij de orde ingedeeld:
- Henicopidae
- Lithobiidae